# Hatim Ammor
 (janvier 2021).
Si vous disposez d'ouvrages ou d'articles de référence ou si vous connaissez des sites web de qualité traitant du thème abordé ici, merci de compléter l'article en donnant les références utiles à sa vérifiabilité et en les liant à la section « Notes et références ».
 (octobre 2009).
Améliorez-le ou discutez des points à vérifier. 
Hatim Ammor, né le 29 août 1981 à Casablanca au Maroc, est un chanteur marocain. Il est devenu célèbre grâce à sa victoire lors de la 5e édition de l'émission Studio 2M.

## Biographie
En 2001, c'est dans l'émission Noujoum wa Noujoum que Hatim Ammor commence les concours de chant. Il obtient la troisième place. Deux ans plus tard, dans l’émission Casting Star, il est classé premier.
Plus tard,[Quand ?] il tente sa chance dans les émissions libanaises Super Star où il ne fut pas aussi bien classé que les fois précédentes[pas clair].
Inscrit à l'émission Studio 2M et tout juste revenu du Liban, le jeune chanteur décide de se défaire de cette idée qu'est de devenir chanteur à la suite de ses défaites[pas clair]. Il remporte finalement la première place du concours de chant.
Son single Mchiti Fiha est son plus gros succès.[réf. nécessaire]

## Carrière
En 2021, Hatim Ammor lance Ba3at L'hob, un mini-album de 5 chansons,.
En 2018, à l'occasion de la participation de l'équipe nationale du Maroc à la coupe du monde du football en Russie, il dévoile Viva Morocco. Le clip vidéo a vu la participation de plusieurs joueurs, du sélectionneur Hervé Renard et de l'humoriste Gad El Maleh.
Il sort en avril 2019 Bla 3onwane, un opus de 6 chansons produit par lui même.
En mars 2021, Hatim Ammor est choisi nouveau visage de la marque Oppo au Maroc,.
En mai 2021, il sort Ahla Ibdaa, un titre en irakien.
En février 2023, il sort Heeya.
En juin 2023, il sort Gana avec Dystinct, extrait de l'album de Dystinct Layali.
Il se produit lors du concert inaugural de Dubai Expo 2020 en octobre 2021.

## Singles
- Alach Ya lil
- Albak Yemchi Lhalo
- Bla Onwane
- Akher marra
- Ila Rah Elghali
- Ahla Ebdaa
- F'Bali
- Bent Bladi (série TV)
- Ghdeb
- Allo Finek
- Raha Bayna
- Hsebni Tema3
- Khadija (2014)
- Mra o Gadda (2015, série TV)
- Mchiti Fiha (2015)
- Alawal (2016)
- Tarti 3alleti (feat Fahad Alkubaisi)
- Hasdouna
- Ba3et lhob (2017)
- Yama (2017)
- Khatar (Feat Adrenaline)
- Ahla Ibdaa (2021)
- Album 'NO TITLE' 2019

## Filmographie
- Bent Bladi (série télévisée) : Houde
- Mra W Gada (série télévisée)